# Fien Muller
Fien Muller (Lokeren, 1978) is een Belgisch fotografe, beeldhouwster en ontwerpster. Sinds 2011 werkt ze samen met Hannes Van Severen in het kader van Muller Van Severen.

## Afkomst
Fien Muller is de dochter van de schilder Koen Muller en haar familie is zeer bekend in de antiekhandel. Aanvankelijk studeerde ze fotografie aan de Academie voor Schone Kunsten in Gent, maar later koos ze voor een beeldhouwopleiding omdat ze driedimensionale creaties interessanter vond. Daar ontmoette zij Hannes Van Severen, de zoon van de ontwerper Maarten Van Severen. Ze trouwden en kregen twee dochters. Zij wonen en werken in Gent.
Muller werkte aanvankelijk als beeldhouwster. Zij werkt vaak door objecten te wijzigen en te transformeren. Ze draait betonnen trappen in spiralen, stapelt ze in grote aantallen op in een ruimte of componeert stillevens met verzamelde voorwerpen.

## Carrière
In 2011 nodigde de Antwerpse designgalerie Valerie Traan haar uit om deel te nemen aan een tentoonstelling met een andere kunstenaar. Vervolgens ontwierp zij samen met Hannes Van Severen een reeks functionele objecten. Ze ontwierpen een tafel met een emblematisch geïntegreerde lamp: een vierkante tafel met een buisvormige stalen poot die in een staande lamp verandert, zodat het tafelblad verlicht wordt. Dit is representatief voor hun stijl: ultradunne lijnen, metaal, kleur en multifunctionaliteit.
Deze tentoonstelling was het begin van hun samenwerking. Zij sloegen de handen ineen om Muller Van Severen op te richten en een collectie te ontwerpen die het midden houdt tussen kunst en design, van voorwerpen die interessant zijn door hun vorm, hun integratie in de ruimte en het gedurfde gebruik van kleur.
Hun werk kende onmiddellijk internationaal succes. Zij wonnen talrijke prijzen en werkten samen met prestigieuze musea (Vitra Museum, Centre Pompidou, Musée d'Art Décoratif de Paris...) en galeries (Galerie Kreo, Side Gallery, Valerie Traan Gallery).
Muller en Hannes Van Severen zijn gespecialiseerd in eenmalige, functionele stukken voor kunstgalerijen, maar maken ook objecten in grotere series. Al hun stukken worden op kleine schaal gemaakt door bekwame ambachtslieden, met de nadruk op duurzame en lokale productie. Hun meubilair is geschikt voor zowel een woning als een galerie, met enkelvoudige stukken die meerdere functies samenvoegen tot complexe objecten die een beetje op installaties lijken: een boekenkast-stoel, een fauteuil-lounge-lamp...
Hun fascinatie voor materialen, hun gevoel voor kleur en proportie, hun affiniteit met de architectonische ruimte en hun belangstelling voor sculpturale vormen stellen hen in staat een persoonlijk en vernieuwend universum te creëren met nieuwe manieren om meubels te gebruiken. Het resultaat is een functionele en unieke opvatting van de alledaagse omgeving, doordrongen van poëzie.
In 2016 werkten ze samen met petit h, het door Hermès opgerichte upcyclinglaboratorium voor het gebruik van leerresten, en ontwierpen ze de Vague de cuir plank.
In 2020 ontwierpen Fien Muller en Hannes Van Severen een collectie tafels, lampen en kandelaars voor het Deense designmerk Hay.
Een overeenkomst met de Belgische uitgever Valérie Objects verzekert nu de productie en distributie van hun werk.

Poëzie is zelfs mogelijk in de industrie
— Fien Muller

## Tentoonstellingen
- 2012: Object Rotterdam, Rotterdam[13], Biennale de design intérieur, Courtrai
- 2013: London Design Festival 2013[14]
- 2014: Contrast Control, Galerie Kreo, Paris, Londres[8][12]
- 2015: Muller Van Severen, Palais des beaux-arts, Bruxelles, premier solo show à Bruxelles[15]
- 2017: L'Odyssée fantôme, paysages pour demain, Agora biennale Bordeaux[16]
- 2018: Fireworks, Galerie Valerie Traan, Anvers[17]
- 2020: Design! Muller Van Severen, Villa Cavrois, Croix[18]
- 2021-2022: Ten years Muller-Van Severen in dialogue with the collection, Design Museum Gent

## Prijzen
- 2013: Meilleur design de l'année par le Design Museum de Londres[14]
- 2015: Prix du Designer de l'année, Belgique[19]
- 2020: Wallpaper Design Award du meilleur design domestique pour la cuisine Match (Reform)[20]
- 2020: Edida award pour la cuisine Match (Reform)[21]